# Sarutahiko

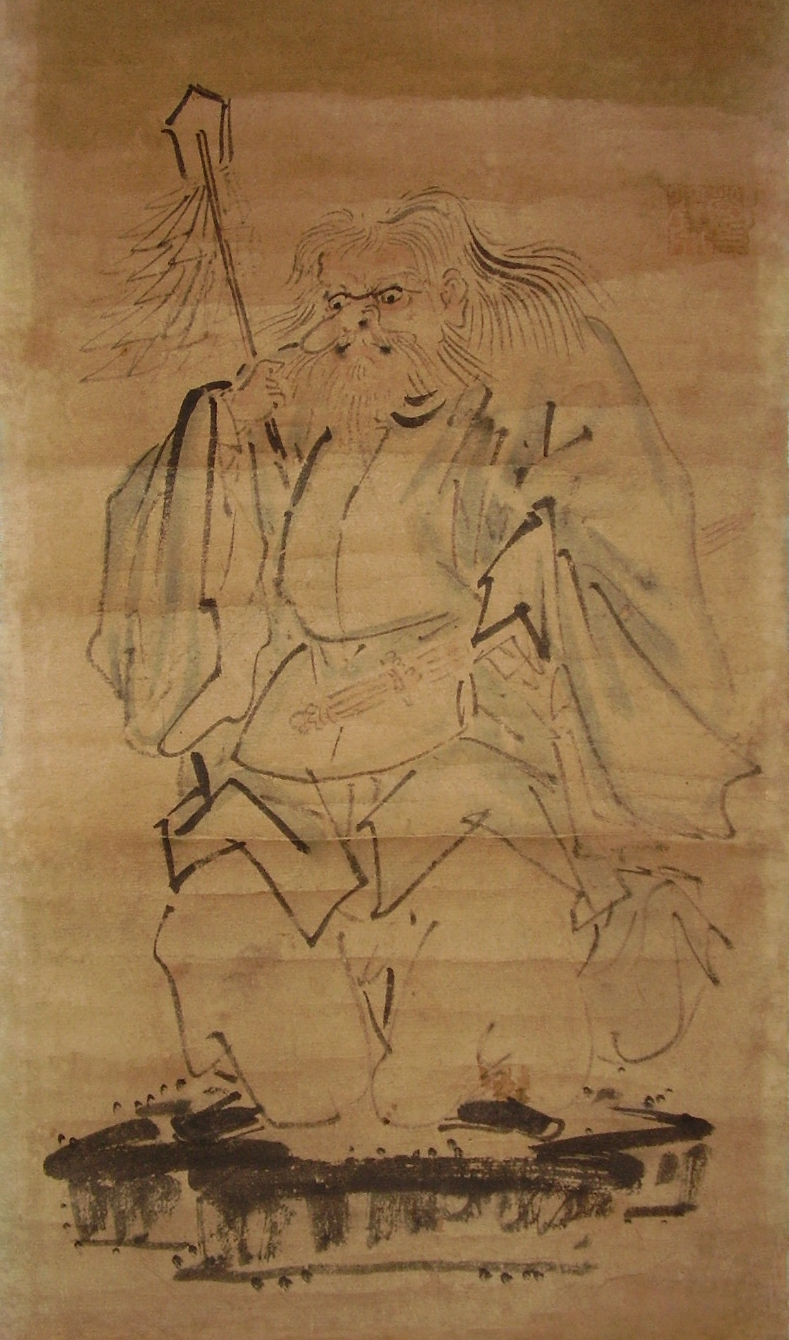
Sarutahiko na XIX-wiecznej ilustracji

Sarutahiko (jap. 猿田毘古神 Sarutahiko no Kami; Wrażliwy Młodzian Który Ustępuje) – w mitologii japońskiej falliczne bóstwo płodności. Mąż bogini Amenouzume, był przewodnikiem Ninigi podczas jego zejścia na ziemię. Miał dać początek rodowi Sarume.

## Spotkanie z Amenouzume
Sarutahiko spotkał Amenouzume po raz pierwszy, gdy bóstwa towarzyszące Ninigiemu szykowały się do drogi na ziemię. Według Kojiki na rozstaju ośmiu niebieskich szlaków Sarutahiko zastąpił drogę towarzyszom wnuka Amaterasu, a bił od niego tak silny blask, że rozświetliły się niebo i ziemia. W orszaku było wielu potężnych bogów, lecz na spotkanie z groźnie wyglądającym bóstwem wysłano wesołą Amenouzume. 
Bogowie nakazali, aby bogini sprawdziła, czy olbrzym ma wrogie zamiary wobec orszaku Ninigiego. Bogini bez strachu podeszła do nieznajomego, roześmiała się, obnażyła swoje piersi oraz łono i zapytała, dlaczego stanął na ich drodze. Sarutahiko zaskoczony takim powitaniem odpowiedział, że chciałby służyć wnukowi bogini słońca i pragnie zostać jego przewodnikiem. Kiedy boski orszak zszedł na ziemię, Ninigi nakazał, by dzielna bogini odprowadziła boga w jego rodzinne strony i została jego żoną
W starożytnych kronikach znajduje się wzmianka o tym, że boska para brała również udział przy podporządkowywaniu Ninigiemu mieszkańców mórz.

## Śmierć Sarutahiko
Zginął poprzez utonięcie podczas połowów w morzu w Azaka, wciągnięty pod wodę przez olbrzymiego małża. Przy tej okazji nadano mu trzy kolejne imiona przeistaczając go tym samym w apoteozę trzech faz tonięcia:
1. Sokodokumitama – Duch Osiągania Dna
2. Tsubutatsumitama – Duch Powstawania Bąbli
3. Awasakumitama – Duch Wypłynięcia Piany

Ponieważ olbrzym był niegdyś przewodnikiem Ninigiego, po śmierci został uznany za strażnika dróg morskich i lądowych.

## Kult boga
Poświęcone Sarutahiko chramy to Sarutahiko-jinja w Ise i Tsubaki-taisha w Suzuka.